# 開善寺 (勝山市)
開善寺（かいぜんじ）は、福井県勝山市にある寺院。

## 概要
元禄4年（1691年）、越前勝山藩に小笠原貞信が移封されたときに建立された。元来は信濃小笠原氏の先祖に当たる小笠原貞宗が、生地である飯田に建立し（開善寺 (飯田市)を参照）、その後領地の変更に従って移転を経ていたという。
境内には小笠原貞信から小笠原長守までの歴代越前勝山藩主およびその家族の墓があり、1975年に勝山市の文化財に指定された。
歴史ある寺院ながら、2007年に住職が亡くなって不在となり（市外の寺院が代行）、2010年代には檀家も3戸を数えるのみとなった。そのため、境内も手入れがなされない状態となったが、2013年からは市の観光ガイドボランティアによる定期的な清掃活動がおこなわれている。また、檀家総代の男性が、寺院にレストランを開こうと活動する模様が福井放送のドキュメンタリー番組で紹介された。